# Camille Paule
Camille Paule (Pesmes, 1867. március 1. – Champagney, 1946. szeptember 22.) francia csendőr, a Mohéli (comorei nyelven Mwali) Királyság (Szultanátus) királynőjének (szultánájának) férje rangon alul megkötött házasság által a Comore-szigetek egyik szigetén. 

## Élete
Amikor Szalima Masamba mohéli királynő (szultána) elérte a nagykorúságot, nem mutatott különösebb érdeklődést az államügyek iránt, és ezt a növekvő francia befolyás és a francia protektorátus is örömmel kihasználta, így a francia helytartók kormányoztak a nevében, míg ő a francia Réunion gyarmatszigetén tartózkodott. Camille Paule, egyszerű francia csendőr itt ismerkedett meg az ifjú királynővel 1900-ban, és 1901. augusztus 28-án Réunion székhelyén, Saint-Denis-ben rangon aluli (morganatikus) házasság útján összeházasodtak. A királynő-szultána férje semmilyen uralkodói címet nem kapott a házassággal, de a franciák ezt a morganatikus házasságot is ürügyként használták fel a királynő ellen, mikor 1909-ben lemondatták őt a trónról, és Franciaországot jelölték ki tartózkodási helyéül, hogy minél távolabb legyen a hazájától, és évi 3000 frankos évjáradékot juttattak neki. A királynő a férjével és a házasságából született három gyermekével vidéki gazdálkodók életét élte. 

A feleségével közös sírja Pesmes-ben
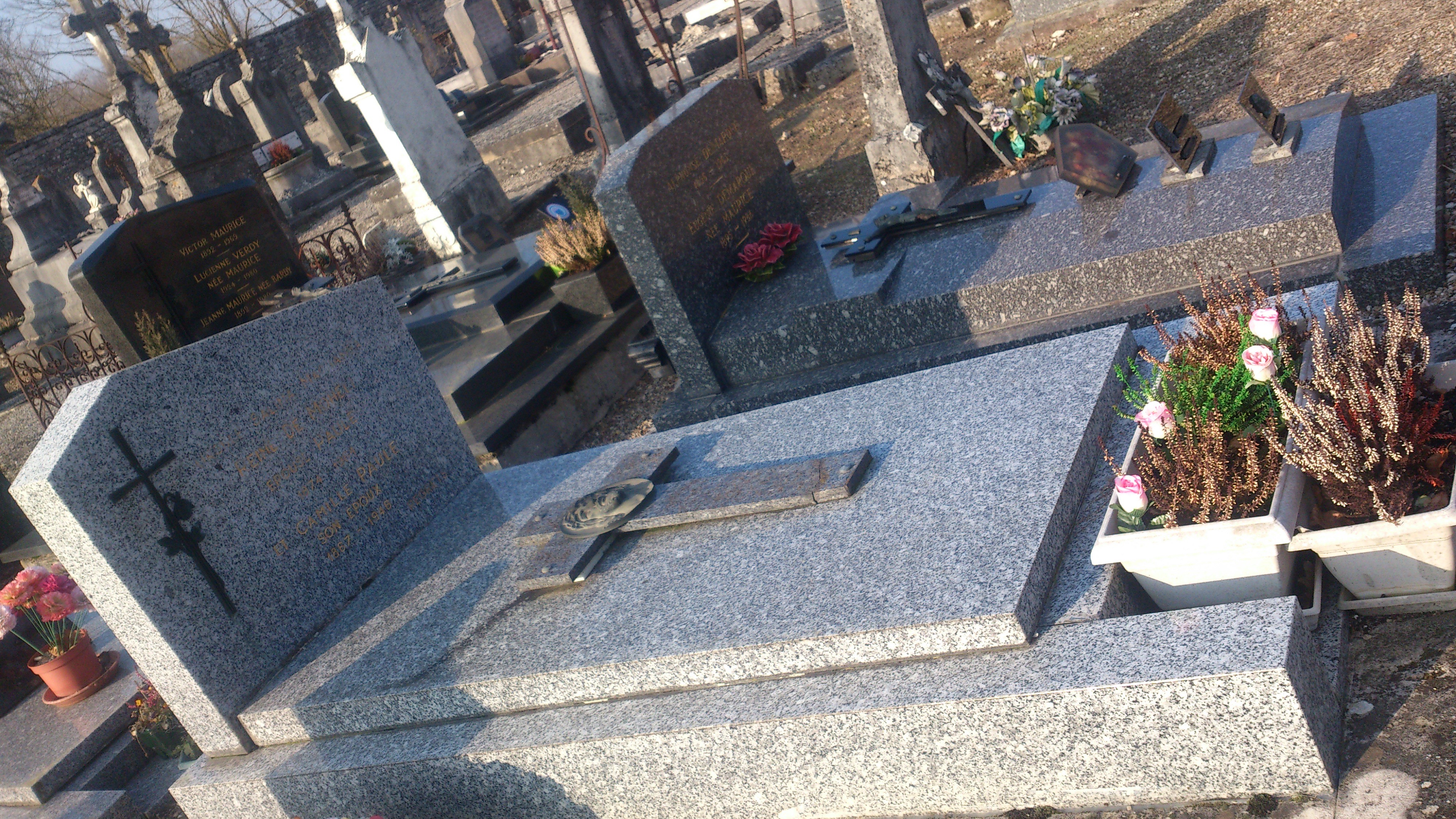
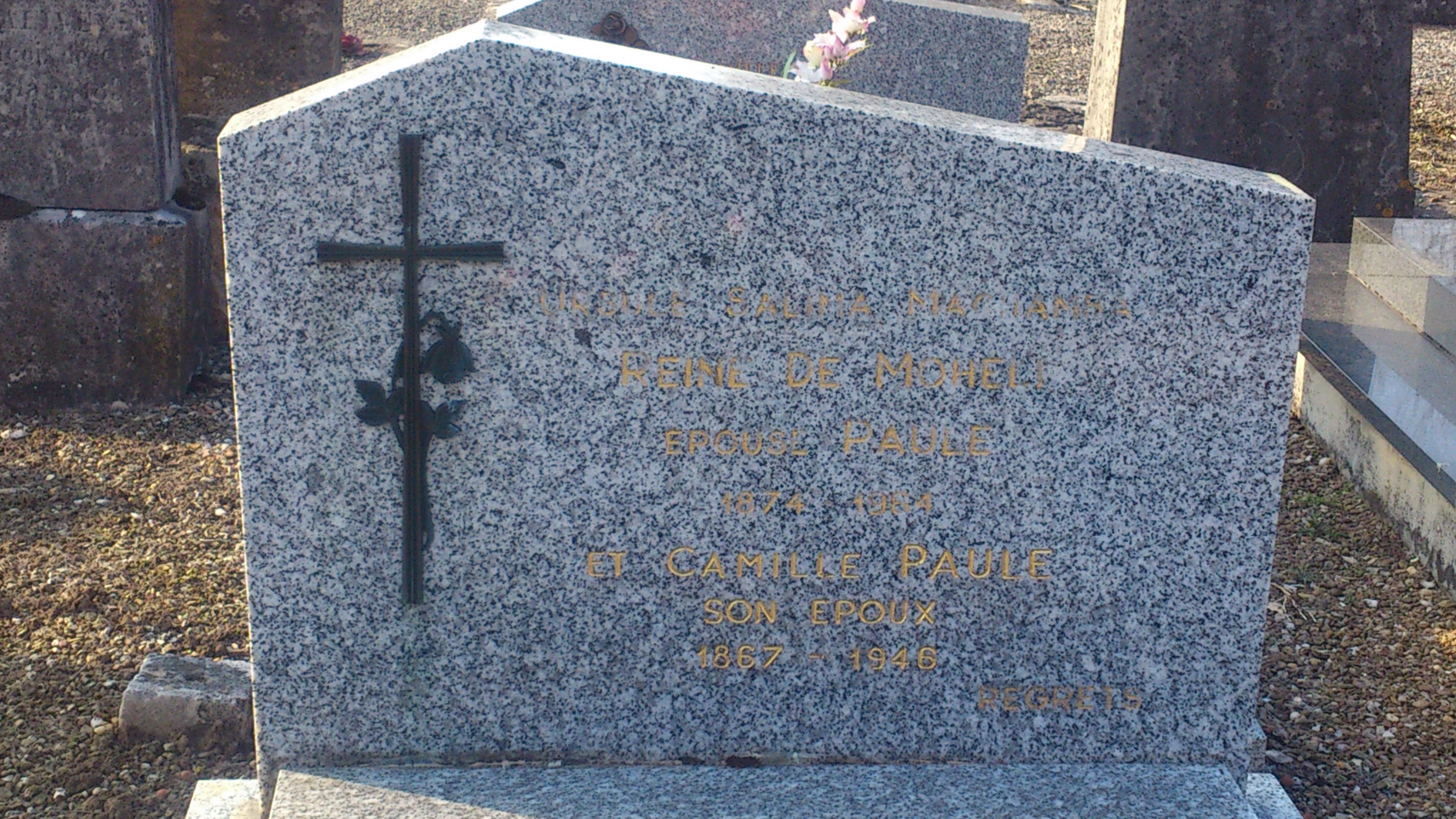

## Gyermekei
- Feleségétől, Szalima Masamba (1874–1964) mohéli királynőtől (szultánától), 3 gyermek:[2]
  - Henrietta Kamilla Ursula Lujza (Cléry, Côte-d’Or, 1902. július 15. – Dijon, 1989. április 4.) mohéli királyi hercegnő, 1. férje Pietro Oneglia, 2. férhe Jacques André, 1 lány:
    - (2. házasságából): Christiane André

  - Lajos (Kamill) Viktor Pál (Cléry, Côte-d’Or, 1907. szeptember 1. – Dole, 1983. április 8.) mohéli királyi herceg, 2 lány:
    - Anna Ursula (Orsolya) (1941– ) mohéli királyi hercegnő, a Comore-szigetek Fejlesztési Társaságának (Association Développement des Îles Comores) elnöke, férje Jean–François Etter, 2 gyermek:
      - János Cirill, nem nősült meg
      - Miriam, férje Vincent Idasiak, 3 fiú:
        - Antal
        - Rémy (Remigius)
        - Miklós

    - Erzsébet mohéli királyi hercegnő, férje Jean Claude Biechler, 2 gyermek

  - Ferdinánd (Cléry, Côte-d’Or, 1917. június 16. – Dijon, 2007. április 1.) mohéli királyi herceg, felesége Christiane Neveu, gyermeke nem született